# Allard (azienda)
La Allard è stata una casa automobilistica Inglese attiva in maniera artigianale dal 1936 ed in forma industriale dal 1946, creata da Sydney Allard. La Allard, il cui quartier generale era inizialmente a Putney, nei pressi di Londra, e poi trasferitasi a Clapham, sempre nei pressi di Londra, produsse circa 1900 auto fino alla sua chiusura nel 1966.

## La storia
La Allard produceva, in genere, automobili sportive piuttosto piccole e leggere, con motore V8 di origine statunitense, dando origine ad un alto rapporto potenza-peso.

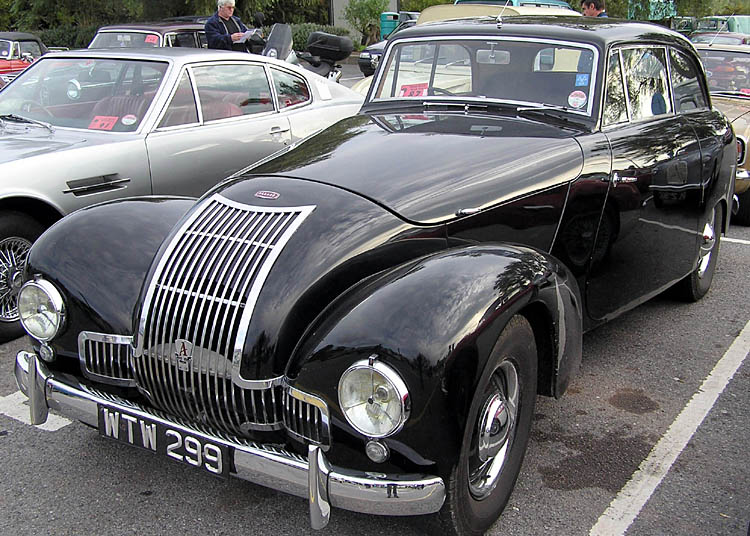
La Allard P1 Sports del 1950.

Le prime vetture artigianali che portarono il nome Allard furono costruite per gareggiare specificamente negli eventi chiamati Trial, gare a tempo, simili a dei rally svolti su terreni molto accidentati, quasi impossibili da fare con dei normali veicoli con ruote. La prima Allard usava un telaio della Ford Model 48, montava un motore Ford Flathead V8 e aveva un aspetto assai simile a quello della Bugatti Type 51; in effetti da un esemplare di Bugatti aveva recuperato la coda ed altri componenti; grazie al motore americano con un'alta coppia motrice, aveva un grande rendimento in questa competizione a bassa velocità.
Successivamente furono costruite artigianalmente diverse Allard, in genere su ordinazione e che montavano grandi motori basati su modelli Ford, come il V12 montato sulla Lincoln-Zephyr. Fino all'inizio della seconda guerra mondiale risultano costruite 11 vetture (la dodicesima è stata completata nel 1946).
Allard cominciò a pensare ad una produzione in serie, ma il conflitto provocò dei ritardi; durante gli anni della guerra l'azienda si concentrò allora sulla riparazione di camion basati su motore Ford e, quando le ostilità cessarono, aveva accumulato una quantità considerevole di componenti Ford.

## Le Allard dopo la guerra

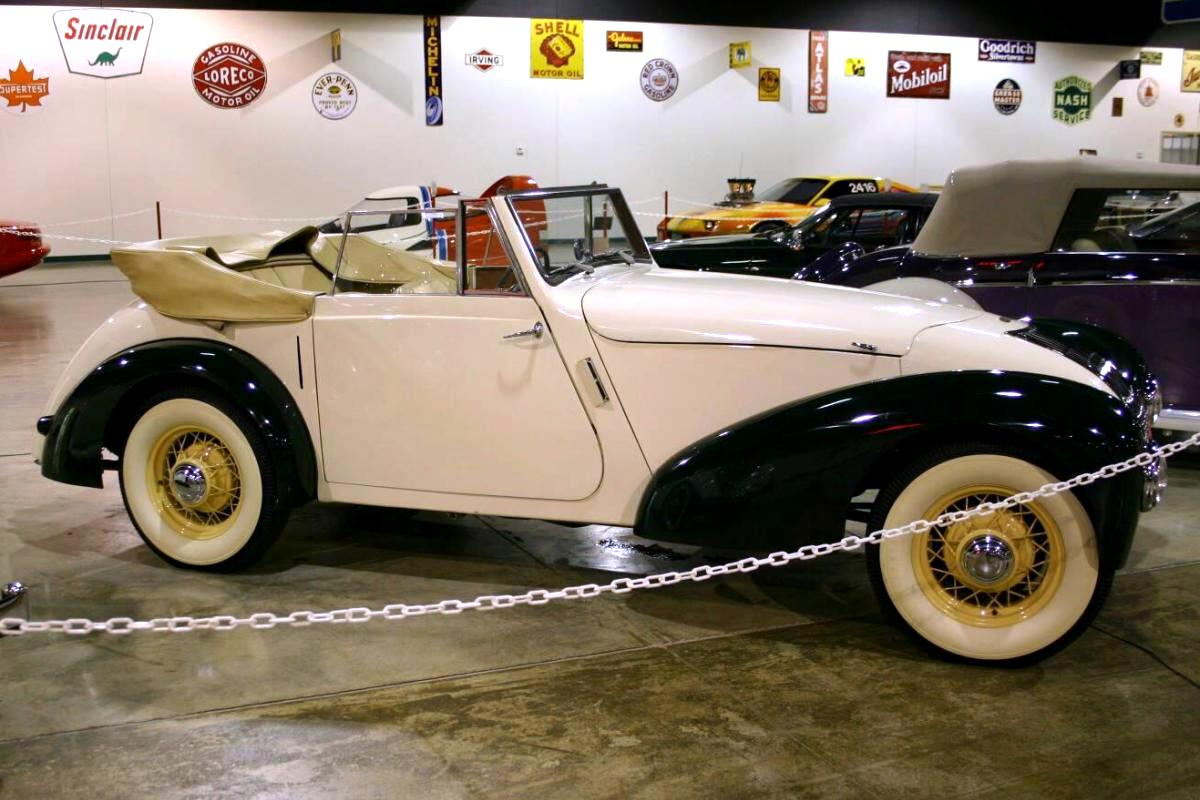
La Allard M Drophead Coupé del 1949

Con questi pezzi, presentando il tipico design della carrozzeria Allard, furono creati tre nuovi modelli nel dopoguerra: la "J", una macchina adatta alle competizioni sportive; la "K", una macchina leggermente più larga, adatta alla strada, e la "L", con quattro posti. Queste auto utilizzavano componenti Ford in grado di rendere, in genere, più semplice la manutenzione. Seguendo l'ordine alfabetico vennero in seguito presentate le più grandi "M" e "N".
Allard intuì subito il potenziale del mercato automobilistico statunitense, produsse allora il modello J2, dotato di una nuova sospensione posteriore indipendente. Queste automobili erano disponibili con una vasta scelta di motori americani, di varia estrazione e compreso il nuovo Cadillac V8, molto più potenti dei motori Ford usati precedentemente. Essendo inutilmente oneroso il trasporto navale dei propulsori statunitensi attraverso l'Atlantico, ad un certo punto le Allard furono imbarcate senza motori e assemblate direttamente al di là dell'oceano.

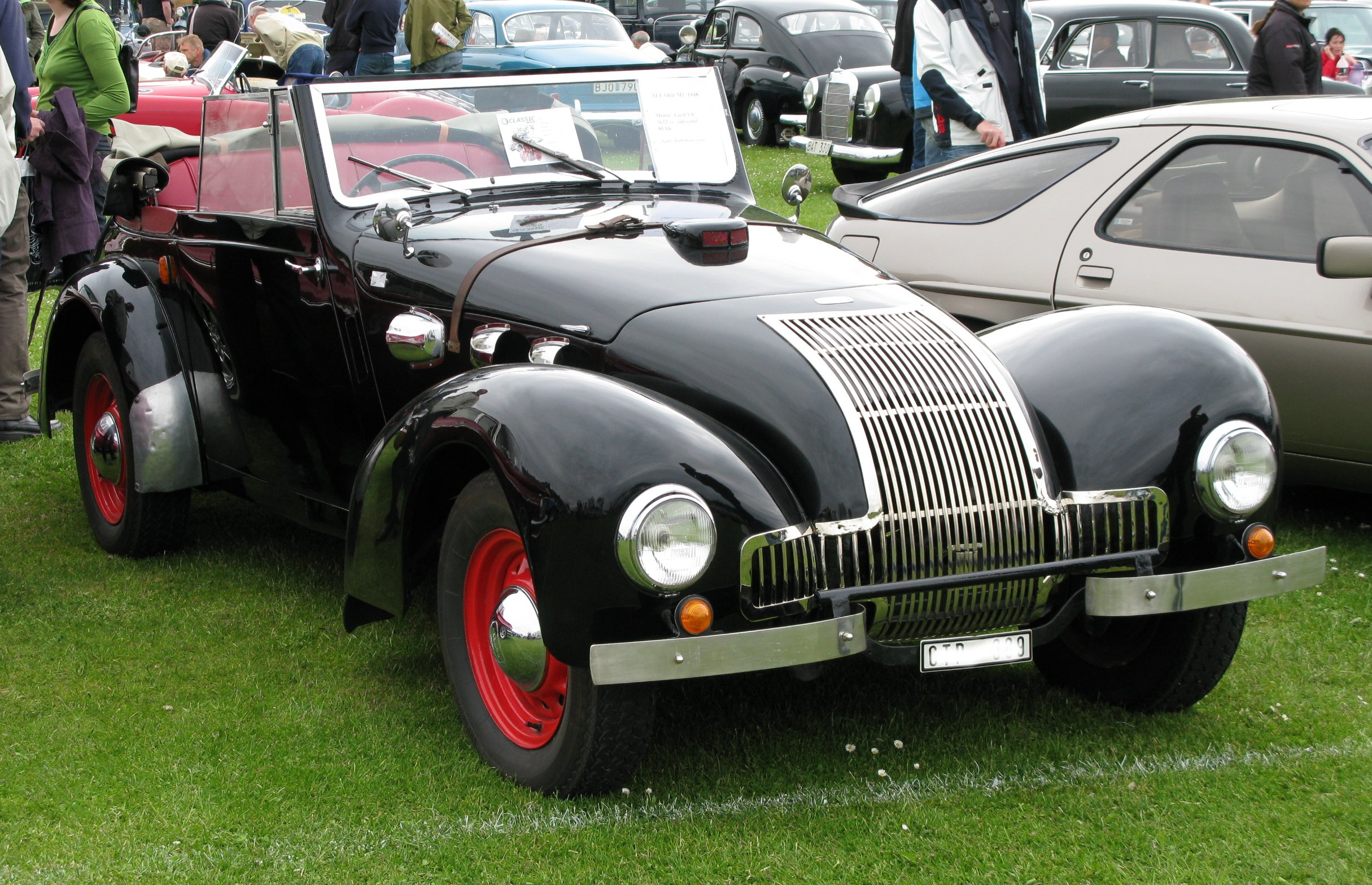
La Allard M-Type Drophead Coupé del 1948

Le Allard ottennero un successo anche tra i meccanici statunitensi che si ritrovavano a lavorare su organi meccanici già conosciuti, diversamente da quelli che equipaggiavano le altre auto sportive inglesi. Le Allard vennero impiegate anche nelle competizioni, ottenendo grandi risultati sia in Europa che negli Stati Uniti, ad esempio nel 1950, quando ottennero il terzo posto nella 24 Ore di Le Mans e nel 1952 il primo posto nel Rally di Monte Carlo (nella competizione il veicolo fu guidato dallo stesso Allard).
Già dalla fine degli anni cinquanta si videro però i segni di una crisi e il mercato di esportazione non riusciva a coprire il calo del mercato interno; l'azienda si dedicò anche alle trasformazioni sportive della Ford Anglia e cercò di introdurre sul mercato britannico i primi dragster.
Il termine dell'attività si ebbe praticamente in contemporanea con la morte del suo fondatore, avvenuta nel 1966.